# Pingasa rufata
Pingasa rufata är en fjärilsart som beskrevs av Fletcher 1956. Pingasa rufata ingår i släktet Pingasa och familjen mätare. Inga underarter finns listade i Catalogue of Life.